# William Forster Lloyd
William Forster Lloyd FRS (1794 – 2 juny 1852) fou un escriptor britànic especialitzat en temes econòmics. És conegut per una publicació de 1833 on analitzava els riscos de la superpoblació, que va influir a diversos escriptors de teoria econòmica moderna.

## Vida
Nascut el 1794 a Bradenham, Buckinghamshire, va ser educat a Oxford, graduant-se el 1815. Va treballar com a lector de grec el 1823, i més endavant en temes de matemàtiques i política econòmica (1832–1837) Oxford. El 1834 fou nomenat membre de la Royal Society, i va morir a Missenden, Buckinghamshire el 1852.

## Obres destacades
- Lecture on the Notion of Value, as distinguished not only from utility, but also from value in exchange, 1833.
- Two Lectures on the Checks to Population, 1833.
- Four Lectures on Poor-Laws, 1835
- Two Lectures on the Justice of the Poor-Laws and One Lecture on Rent, 1837.
- Lectures on Population, Value, Poor Laws and Rent, 1837.